# Б'юкенан (округ, Міссурі)
Шаблон:StateAbbr_ 39°40′ пн. ш. 94°49′ зх. д. / 39.67° пн. ш. 94.81° зх. д.
Округ Б'юкенан (англ. Buchanan County) — округ (графство) у штаті Міссурі, США. Ідентифікатор округу 29021.

## Історія
Округ утворений 1839 року.

## Демографія
За даними перепису
2000 року
загальне населення округу становило 85998 осіб, зокрема міського населення було 74258, а сільського — 11740.
Серед мешканців округу чоловіків було 42275, а жінок — 43723. В окрузі було 33557 домогосподарств, 21928 родин, які мешкали в 36574 будинках.
Середній розмір родини становив 2,98.
Віковий розподіл населення поданий у таблиці:
| Стать    | До 15 років | 15-21 | 22-29 | 30-39 | 40-49 | 50-65 | 65-85 | Понад 85 |
| -------- | ----------- | ----- | ----- | ----- | ----- | ----- | ----- | -------- |
| Чоловіки | 8840        | 4821  | 4796  | 6592  | 6370  | 5916  | 4500  | 440      |
| Жінки    | 8454        | 4592  | 4376  | 5919  | 5977  | 6469  | 6520  | 1416     |

## Суміжні округи
- Ендрю — північ
- Декальб — північний схід
- Клінтон — схід
- Платт — південь
- Атчісон, Канзас — південний захід
- Доніфан, Канзас — північний захід

## Виноски
1. ↑  U.S. Decennial Census. United States Census Bureau. Архів оригіналу за 26 квітня 2015. Процитовано 13 листопада 2014.
2. ↑  Historical Census Browser. University of Virginia Library. Архів оригіналу за 11 серпня 2012. Процитовано 13 листопада 2014.
3. ↑  Population of Counties by Decennial Census: 1900 to 1990. United States Census Bureau. Архів оригіналу за 3 грудня 2014. Процитовано 13 листопада 2014.
4. ↑  Census 2000 PHC-T-4. Ranking Tables for Counties: 1990 and 2000 (PDF). United States Census Bureau. Архів оригіналу (PDF) за 18 грудня 2014. Процитовано 13 листопада 2014.
5. ↑  State & County QuickFacts. United States Census Bureau. Архів оригіналу за 7 липня 2011. Процитовано 7 вересня 2013.(англ.) Наведено за англійською вікіпедією.
6. ↑  American FactFinder. Бюро перепису населення США. Архів оригіналу за 26 лютого 2012. Процитовано 31 січня 2008.

| США | Це незавершена стаття з географії США. Ви можете допомогти проєкту, виправивши або дописавши її. |